# Stoppen (handwerken)

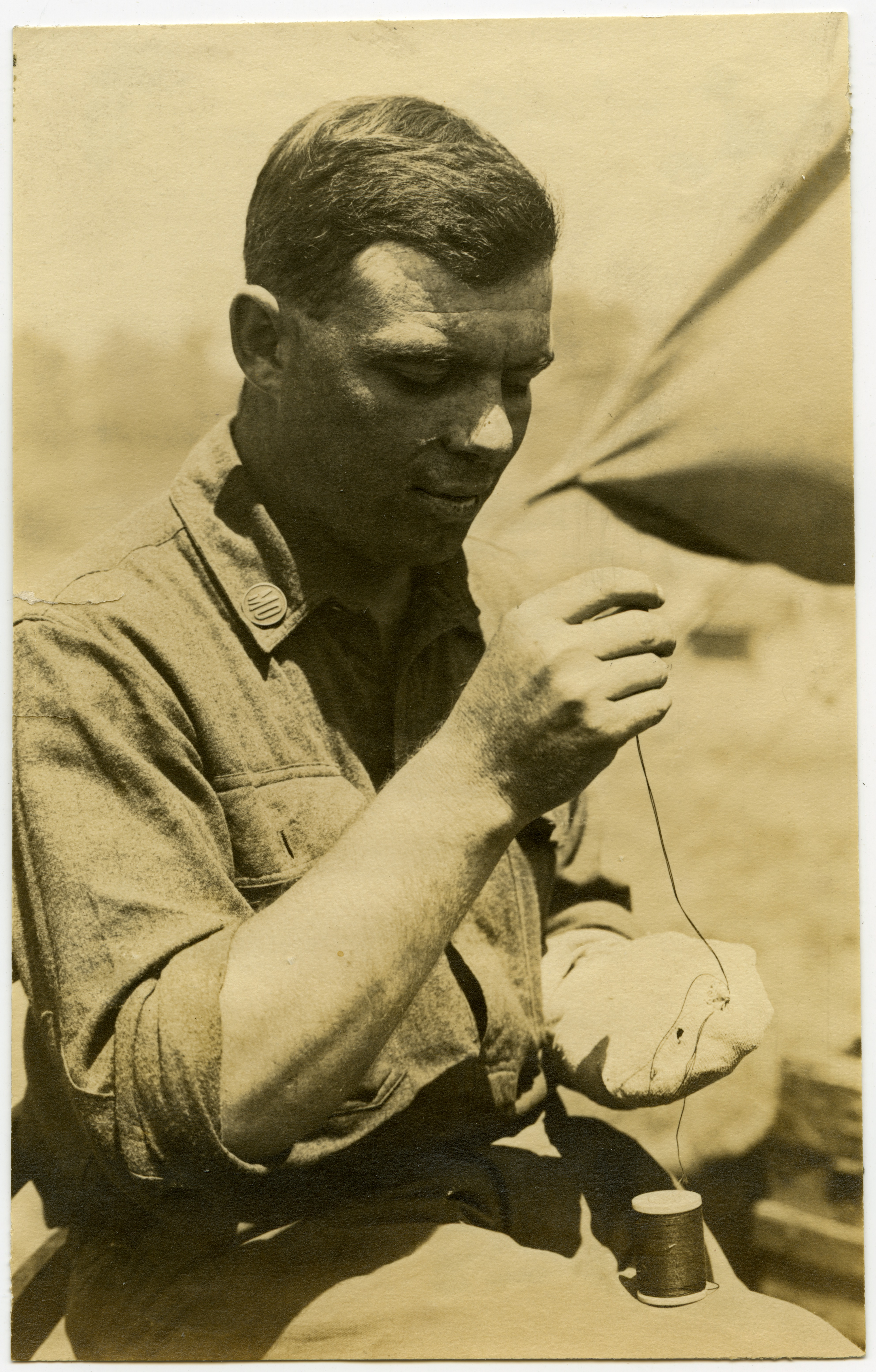
Soldaat die een sok aan het stoppen is

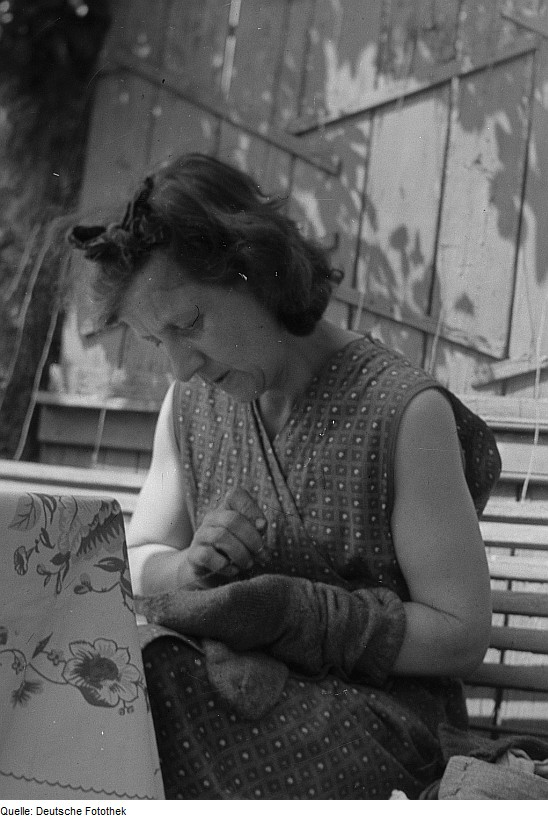
Vrouw die een sok aan het stoppen is

Stoppen is een handwerktechniek om gaten in breiwerk of weefsel te herstellen met naald en draad. Dit wordt ook wel 'verstellen' genoemd. 
De techniek werd vooral vroeger veel toegepast. Bij het stoppen wordt met het materiaal waarmee het gat wordt gestopt een netwerk van "horizontale" en "verticale" draden gespannen, vastgehecht aan het materiaal rond het gat, dat nog voldoende intact is. Soms wordt rond het gat eerst een verstevigende draad gelegd. Daarna worden "horizontale" en "verticale" draden geregen, zodat een weefwerkje ontstaat. Om het gestopte gat zo min mogelijk zichtbaar te doen zijn wordt gebruikgemaakt van hetzelfde materiaal als waarvan het te repareren materiaal is gemaakt. Om het stopwerk netjes en glad te doen, wordt als hulpmiddel vaak een stop-ei onder de te bewerken stof gehouden.
In het bijzonder sokken werden vaak gestopt, omdat deze zeer onderhevig waren aan slijtage en herstelling niet zo in het oog sprong. Het stoppen van sokken is in onbruik geraakt doordat voor de fabricage ervan sterkere materialen worden gebruikt en door de opkomst van de wegwerpmaatschappij.